# William Martin Russell

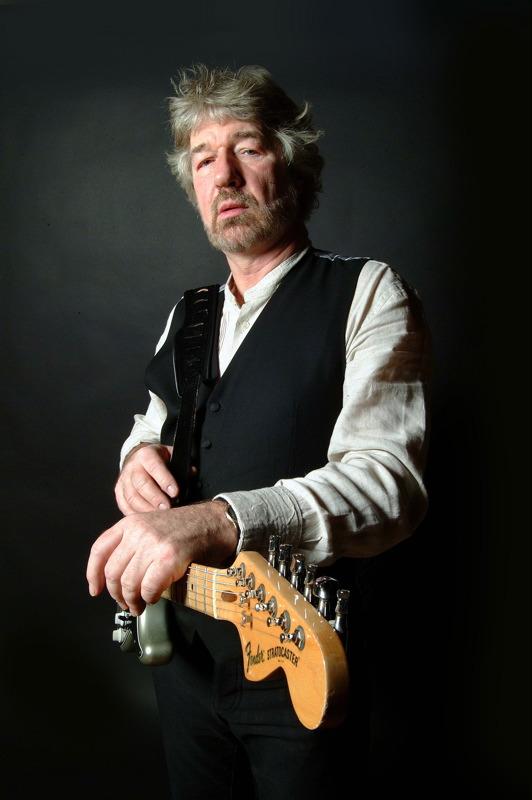
William Martin Russell, 2003

William „Willy“ Martin Russell (* 23. August 1947 in Whiston bei Liverpool) ist ein englischer Autor, Dramaturg, Lyriker und Komponist.

## Leben und Werk
Russell stammt aus einer Arbeiterfamilie. Als Jugendlicher arbeitete er als Friseurlehrling, später betrieb er seinen eigenen Salon. Als Erwachsener nahm er an einer Abendschule Unterricht über das Theater und begann, selbst zu schreiben.
Sein erster Erfolg war ein Stück über die Beatles, es folgten Educating Rita, ein halb-autobiographisches Stück über eine Friseurin, die ein Studium an der Open University anstrebt, und das Musical Blood Brothers, dessen Musik er ebenfalls komponierte.
Andere Stücke Russells sind Breezeblock Park, Stags and Hens (Hirsche und Hennen), One for the Road und Shirley Valentine, das auch verfilmt wurde. Für sein Drehbuch für Rita will es endlich wissen erhielt er eine Oscar-Nominierung in der Kategorie Bestes adaptiertes Drehbuch, außerdem je eine Nominierung für den Golden Globe Award und British Academy Film Award. Der Film basiert auf seinem Stück Educating Rita. Seine Arbeit an dem Drehbuch zu Shirley Valentine – Auf Wiedersehen, mein lieber Mann (Shirley Valentine, 1989) brachte ihm einen Evening Standard British Film Award für das Beste Drehbuch ein. Zuletzt erschien sein Roman Der Fliegenfänger.

## Filmografie
- 1983: Rita will es endlich wissen (Educating Rita)
- 1989: Shirley Valentine – Auf Wiedersehen, mein lieber Mann (Shirley Valentine)